# Oris

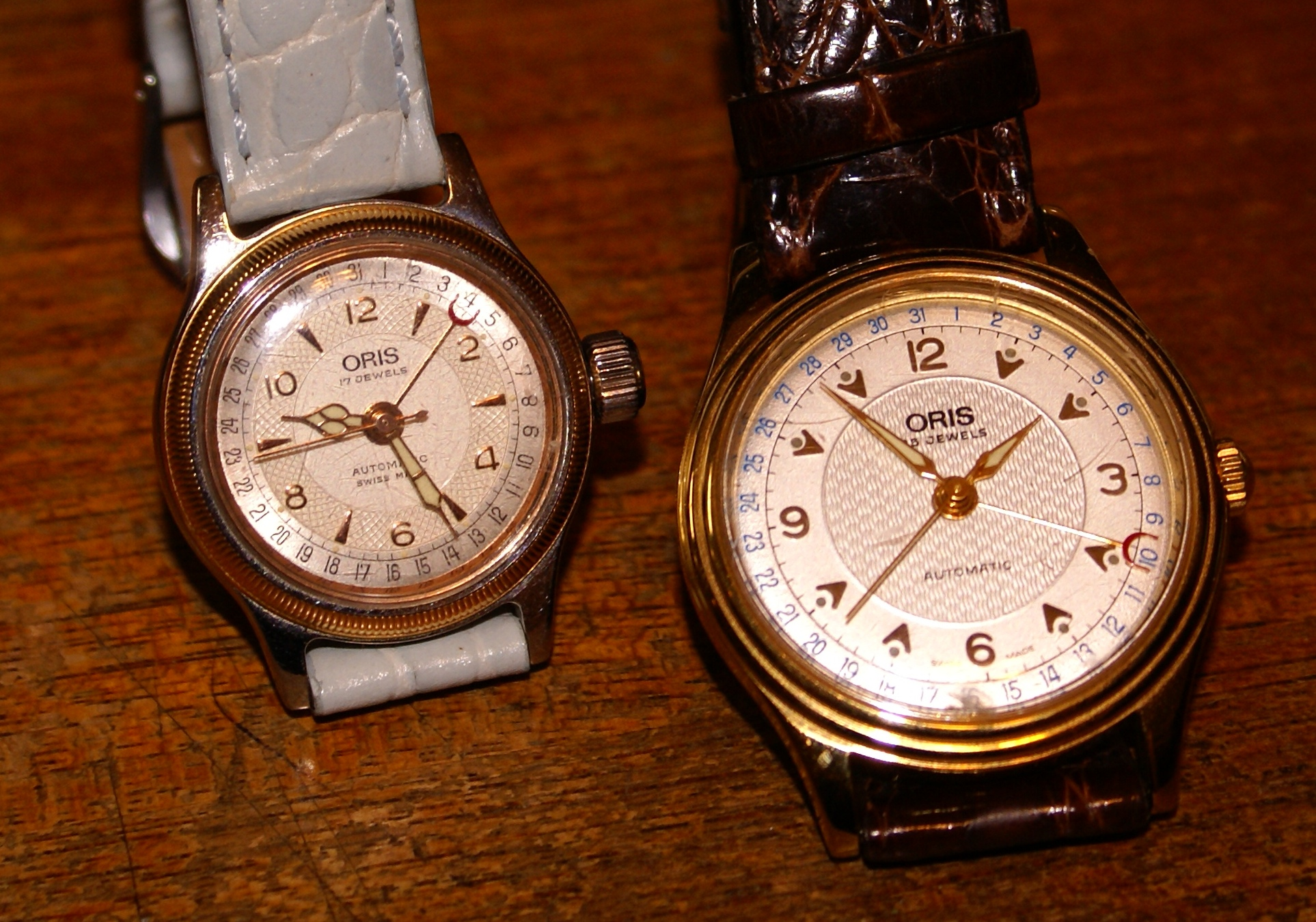
Klockor av märket Oris

Oris är en tillverkare av schweiziska lyxarmbandsur. Oris grundades av Paul Cattin och Georges Christian i Hölstein 1904. Oris är kända för att endast producera mekaniska klockor men som många andra varumärken har man under sin långa historia även producerat batteridrivna klockor. 

## Ägarstruktur
Oris var under 1969 en av de 10 bäst säljande klockföretagen i världen och uppvaktades därför av de stora bolagen såsom tidigare General Watch Company (dagens Swatch group) som 1970 köpte Oris. Under quartz-krisen gick företaget så pass dåligt att man 1982 stängde ner varumärket. Rolf Portman och Ulrich W. Herzog köpte tillbaka varumärket från Swatch group och startade några månader senare Oris SA som varit ett fristående klockföretag sedan dess.